# Erik Allardt

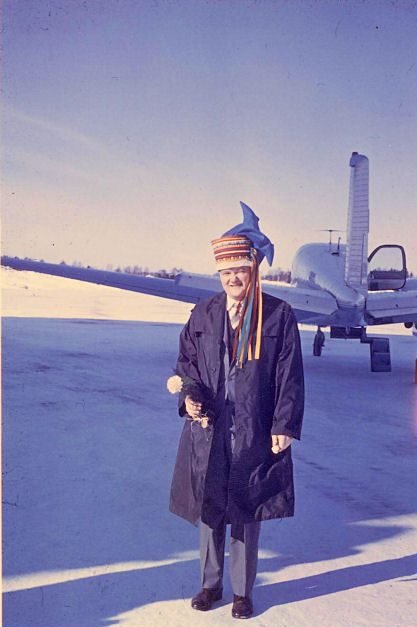
Erik Allardt, 1962

Erik Anders Allardt (* 9. August 1925 in Helsinki; † 25. August 2020 ebenda) war ein finnischer Soziologe.

## Leben
Allardt war in bedeutendem Maße an der Erneuerung der Gesellschaftswissenschaften in Finnland in den 1950er und 1960er Jahren beteiligt. Von 1970 bis 1980 hatte er eine der ersten Forschungsprofessuren an der reformierten finnischen Akademie inne, deren Präsident er von 1986 bis 1991 war. Als Gastprofessor war er an Universitäten in Deutschland, Schweden und den USA tätig. Er forschte zu Ehescheidungen, Veränderungen gesellschaftlicher Strukturen, politischem Radikalismus, der Wohlfahrt und zu sprachlichen Minderheiten. Allardt veröffentlichte 20 Bücher und rund 600 Artikel.
Im Jahre 1985 erhielt er den Finnland-Preis der Schwedischen Akademie; 1995 wurde ihm der finnische Ehrentitel Akateemikko verliehen. Er war auswärtiges Mitglied der Norwegischen Akademie der Wissenschaften und ab 1988 ordentliches Mitglied der Academia Europaea.

## Schriften
- Internationalization as a Promise and a Problem. (LEIF – Life and Education in Finland, 3/94.) Society for Culture and Education Finland, Helsinki 1994.
- The history of the social sciences in Finland: 1828–1918. (The history of learning and science in Finland, 1828–1918, T. 17b.) Societas Scientiarum Fennica, 1997. ISBN 951-653-290-X.